# Bobbio abbedi
Bobbio abbedi (it. Abbazia di San Colombano) var et kloster i Norditalien i provincen Piacenza, hvoromkring den nuværende by Bobbio voksede frem. Det blev grundlagt i begyndelsen af 600-tallet (612/614) af den irske munk Columban (Den hellige Columbanus eller Sankt Columbanus, 540-615), der havde fået et stykke land af sin beskytter Agilulf, den langobardiske konge der regerede fra 591 til 616.
Klosteret var berømt som et center for modstanden mod arianismen og for at have et af de største biblioteker i Middelalderen med en stor manuskriptsamling der nu er indlemmet i Vatikanet og i det ambrosianske bibliotek i Milano, Biblioteca Ambrosiana. Klostret  kan have indgået i modellen for Umberto Eco's roman Rosens navn[kilde mangler]. Det blev afviklet under fransk administration i 1803, men mange af bygningerne er stadig i brug.
Se også
- Codex Bobbiensis
- Bogtabet i senantikken, hvor Rom og Bobbio omtales som mellemstationer for den videre overlevering af kopierede manuskripter af antikke forfattere som indledtes af Cassiodor på hans kloster Vivarium i Syditalien i slutningen af

500-tallet.